# شب دهم
شَبِ دَهُمْ (بالعربية: ليلة العاشر) هو مسلسل تلفزيوني إيراني عُرض لأول مرة سنة 1380 هجري شمسي. المسلسل من إخراج حسن فتحي وتمثيل حسين ياري وكتابو رباحي ورويا تيموزبان وثريا قاسمي وپرويز پورحسيني ومحمود پاك نيت وپرويز فلاحي پور وآتش تقي پور.

## وصلات خارجية
- شب دهم على موقع IMDb (الإنجليزية)